# Timoftică
Timoftica (Phleum pratense) este o specie de plantă erbacee perenă, monocotiledonată, care se găsește în cea mai mare parte a Europei, exceptând regiunea mediterneană. Aceasta face parte din familia Poaceae, genul Phleum, gen din care fac parte în jur de 15 specii de plante anuale și perene.
Este probabil ca iarba să fie numită după Timothy Hanson, un fermier și agricultor american, care a introdus timoftica în New England și în statele de sud ale S.U.A., pe la începutul secolului al XVII-lea.
Timoftica poate fi confundată cu Alopecurus pratensis sau cu Phleum phleoides.

## Descriere

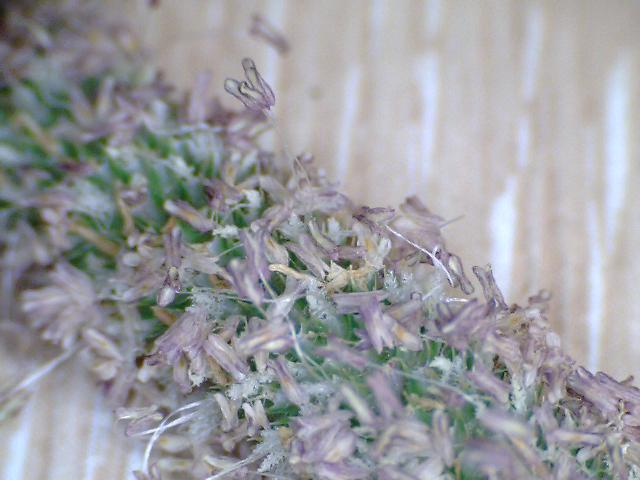
Stamine și stigmate de timoftică

Crește până la 48–150 cm, cu frunze lungi de 43 cm și late de 1,3 cm.
Floarea are o lungime de 70–152 cm și o lățime de 6,4–12,7 mm. Timoftica înflorește din iunie până în septembrie. Stamina florii este roz.

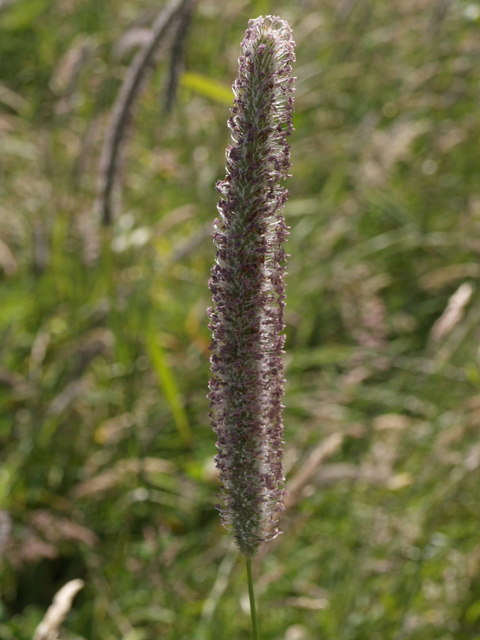
Timoftică

Timoftica crește ușor în sol fertil; este cunoscută ca fiind rezistentă la frig și la secetă și poate crește și în solurile nisipoase și sărace. Dacă este tăiată, timoftica crește greu.

## Utilizări
Timoftica este folosită ca hrană pentru cai, rozătoare, lepidoptere, și omizi.